# Rhagodixa
Rhagodixa es un género de arácnido  del orden Solifugae de la familia Rhagodidae.

## Especies
Las especies de este género son:
- Rhagodixa hirsti Roewer, 1933
- Rhagodixa kurdistanica (Birula, 1936)
- Rhagodixa transjordania Turk 1960